# Acord de Nouméa
L'Acord de Nouméa fou un acord signat el 5 de maig de 1998 a Nouméa sota el patrocini del primer ministre de França Lionel Jospin i que preveu la transferència de determinades competències de França a Nova Caledònia, amb excepció de les de defensa, seguretat, justícia i moneda.
El 8 de novembre del mateix any l'acord va ser ratificat pel poble neocaledonià amb el 72% de vots favorables (la participació fou del 74% amb un 3% de vots nuls). L'acord també inclou un referèndum que decidirà sobre la independència del país o la permanència en la República, que ha de celebrar-se entre 2014 i 2019.